# لي بيرسي
لي بيرسي (بالإنجليزية: Lee Percy)‏ هو مونتير أمريكي، ولد في 10 فبراير 1953 في كالامازو في الولايات المتحدة.

## وصلات خارجية
- لي بيرسي على موقع IMDb (الإنجليزية)
- لي بيرسي على موقع قاعدة بيانات الأفلام العربية
- لي بيرسي على موقع ألو سيني (الفرنسية)
- لي بيرسي على موقع أول موفي (الإنجليزية)
- لي بيرسي على موقع قاعدة بيانات الأفلام السويدية (السويدية)
- لي بيرسي على موقع قاعدة بيانات الفيلم (الإنجليزية)
- لي بيرسي على موقع كينوبويسك (الروسية)